# عثمان الريس
عثمان محمد الريس (1 يناير 1953

) رجل أعمال وسياسي بحريني.

## السيرة
ولد الريس في مدينة الحد في عام 1 يناير 1953. حصل على الدبلوم العالي في المحاسبة وإدارة الأعمال من كلية الخليج الصناعية عام 1975.
اتجه للعمل في القطاع التجاري حيث يتولى حاليا رئاسة مجلس إدارة شركة محمد شريف محمد وأولاده.
في انتخابات مجلس النواب لعام 2002 فاز بمقعد الدائرة السابعة في محافظة المحرق بعد جولة إعادة بعدما جمع 3010 صوت ما نسبته 53.43%. وفي انتخابات عام 2006 خسر مقعد الدائرة بعدما جمع 627 صوت ما نسبته 7.50% وبفارق 2080 صوت عن الحاصل على المركز الثاني المعارض اليساري سامي سيادي من جمعية العمل الوطني الديمقراطي. وفي انتخابات عام 2010 فاز بمقعد الدائرة بعدما جمع 4562 صوت ما نسبته 55.70% بفارق 936 صوت عن خصمه سامي سيادي.